# Хорхорино
Хорхорино — деревня в Великоустюгском районе Вологодской области.
Входит в состав Юдинского сельского поселения, с точки зрения административно-территориального деления — в Юдинский сельсовет.
Расстояние по автодороге до районного центра Великого Устюга — 5 км, до центра муниципального образования Юдино — 6 км. Ближайшие населённые пункты — Слободка, Золотавцево, Афурино.
По переписи 2002 года население — 67 человек (30 мужчин, 37 женщин). Преобладающая национальность — русские (99 %).